# Juan de Recacoechea
Juan de Recacoechea Saenz (La Paz, 11 de agosto de 1935 - La Paz; 26 de enero de 2017) fue un novelista y escritor boliviano.

## Biografía
Juan de Recacoechea Sáenz nació el 11 de agostó de 1935 en el barrio de Sopocachi de la ciudad de La Paz. Cursó estudios de bachillerato en Bolivia, España y Perú, graduándose del colegio Markham de Lima. Posteriormente fijó su residencia en París donde estudió periodismo y televisión.
Durante su estadía en Europa, obtiene una beca para trabajar en televisión francesa. Ahí se desempeñó como asistente de dirección y participa en numerosas películas. Vivió en: Holanda, Inglaterra, Austria, España y Suecia, entre 1958 y 1968. 
A su retorno a Bolivia, funda Televisión Boliviana en la cual trabaja varios años como jefe de producción y gerente general.
Falleció en la ciudad de La Paz el 26 de enero de 2017, a los 81 años.

## Obra literaria
Su primera novela fue Fin de Semana (1977), editada por Los Amigos del Libro. Es seguida por: La Mala Sombra (1980), Toda una noche la sangre (1984), American Visa (1994), Altiplano Express (2000), París no era una fiesta (2002), Kerstin (2004), Abeja reina (2009) y La Biblia Copta (2011).
La novela American Visa lo hizo merecedor del Premio Guttentag de Novela en 1994. Actualmente, ha sido traducida a seis idiomas (inglés, hebreo, ruso, francés, griego, esloveno) y es considerada la mejor novela policial de la literatura boliviana, además de la más vendida del país. El año 2005, fue llevada al cine por el director Juan Carlos Valdivia, película que fue galardonada en diversos festivales internacionales. 
La novela Altiplano Express, fue traducida al inglés por la misma editorial estadounidense que publicó American Visa: Akashic Books. Actualmente forma parte de un proyecto cinematográfico a cargo de la productora argentina Pampa Films (con posible estreno el año 2018). 
Su última novela, "La Biblia Copta", es una novela policial que inspiró un proyecto de una serie de televisión también de la mano de Pampa Films, proyecto que sacó el primer lugar en orden de mérito del primer Concurso de Promoción de Series de Televisión del Instituto Nacional del Cine y Artes Audiovisuales de Argentina (INCAA). Se estima que la serie de televisión se estrene a mediados del año 2017 y se difunda a nivel de toda Latinoamérica. 
Falleció en la ciudad de La Paz el día 26 de enero de 2017 a los 81 años de edad.